# Estadio Internacional Coffs Harbour
El Estadio Internacional Coffs Harbour, conocido como C.ex Coffs International Stadium por razones de patrocinio, es un estadio multiuso principalmente utilizado para jugar Rugby ubicado en la ciudad de Coffs Harbour de Nueva Gales del Sur en Australia.

## Historia
El estadio fue construido en junio del año 1994 con el nombre International Sports Stadium originalmente con capacidad para 20000 espectadores, aunque solo 1000 están sentados y su récord de asistencia es de 12000 espectadores.

## Eventos

### Rugby League
El estadio fue sede del partido City vs County Origin en los años 2007 y 2013, en el cual se enfrentaban los equipos de la ciudad y de afuera de Nueva Gales del Sur.

### Touch Rugby
Anualmente el estadio está dentro del calendario del torneo de touch rugby que se celebra en el mes de marzo en Australia como parte de la National Touch League.

### Fútbol
El 2001 fue una de las sedes de la Clasificación de OFC para la Copa Mundial de Fútbol de 2002, en el cual se jugó el partido Australia 31 - 0 Samoa Americana, partido que actualmente tiene la mayor cantidad de goles en un partido oficial a nivel de selecciones nacionales.